# 仙后座52
仙后座52，又名BD+64 282，HD 12279、SAO 12095、HR 586，是仙后座的一颗恒星，视星等为6，位于銀經130.42，銀緯3.07，其B1900.0坐标为赤經1h 55m 25.1s，赤緯+64° 3.07′ 7″。